# Петраш, Петер
Пе́тер Пе́траш (словац. Peter Petráš; род. 7 мая 1979, Дубница-над-Вагом, Западно-Словацкий край) — словацкий футболист, защитник; тренер. Выступал в национальной сборной Словакии.

## Карьера
В начале карьеры играл в Словакии за «Интер» из Братиславы и «Артмедиа Петржалка». Провёл за эти клубы 122 матча, в которых забил 3 гола.
В январе 2006 года Владимир Вайсс пригласил его в подмосковный «Сатурн», в котором Петраш за 3 года провёл 54 матча.
В начале 2009 года покинул «Сатурн». После этого играл за «Слован» и «Левски».